# مورای ملوین
موری ملوین (به انگلیسی: Murray Melvin) (زاده ۱۰ اوت ۱۹۳۲ – درگذشته ۱۴ آوریل ۲۰۲۳) یک بازیگر انگلستان بود. او بیشتر به خاطر بازی با جوآن لیتل وود، کن راسل و استنلی کوبریک شناخته شد. او نویسنده دو کتاب کارگاه هنر تئاتر (۲۰۰۶) و تئاتر سلطنتی، تاریخچه ساختمان (۲۰۰۹) بوده‌است.

## فیلم‌شناسی
- مظنون (۱۹۶۰)
- The Criminal (۱۹۶۰)
- یک نوک زبان عسل (۱۹۶۱)
- Petticoat Pirates (۱۹۶۱)
- Solo for Sparrow (۱۹۶۲)
- H.M.S. Defiant (۱۹۶۲)
- The Ceremony (۱۹۶۳)
- Sparrows Can't Sing (۱۹۶۳)
- الفی (۱۹۶۶)
- زیبابین (۱۹۶۶)
- Smashing Time (۱۹۶۷)
- تعمیرکار (۱۹۶۸)
- Start the Revolution Without Me (۱۹۷۰)
- The Devils (۱۹۷۱)
- The Boy Friend (۱۹۷۱)
- A Day in the Death of Joe Egg (۱۹۷۲)
- Ghost in the Noonday Sun (۱۹۷۳)
- Gawain and the Green Knight (۱۹۷۳)
- Ghost Story (۱۹۷۴)
- Lisztomania (۱۹۷۵)
- بری لیندون (۱۹۷۵)
- Shout at the Devil (۱۹۷۶)
- The Bawdy Adventures of Tom Jones (۱۹۷۶)
- Joseph Andrews (۱۹۷۷)
- فندق‌شکن (۱۹۸۲)
- Christopher Columbus (۱۹۸۵)
- Comrades (۱۹۸۶)
- دوریت کوچک (۱۹۸۸)
- The Krays (۱۹۹۰)
- The Fool (۱۹۹۰)
- Prisoner of Honour (۱۹۹۱)
- Let Him Have It (۱۹۹۱)
- آلیس در سرزمین عجایب (۱۹۹۹)
- شبح اپرا (۲۰۰۴)